# Herb gminy Niegosławice
Herb gminy Niegosławice – jeden z symboli gminy Niegosławice.

## Wygląd i symbolika
Herb przedstawia na tarczy w polu zielonym wizerunek wieży rycerskiej o barwie białej (srebrnej) z czerwonym dachem i zamkniętą bramą barwy brązowej. Po bokach wieży znajdują dwa kłosy zboża.
Wizerunek wieży rycerskiej stanowi tematyczne nawiązanie do historii gminy Niegosławice. Wieża została przedstawiona w herbie w sposób uproszczony i stylizowany, a więc jest o wiele węższa, niż była w rzeczywistości.
Czerwony szpiczasty dach wieży to efekt kompozycyjny zgodny z regułami heraldycznymi, bowiem w rzeczywistości dach był płaski. Drugim elementem herbu są dwa kłosy reprezentujące rolnictwo jako podstawowe zajęcie dawnych i współczesnych mieszkańców gminy. Zielona barwa pola herbowego stanowi symboliczne podkreślenie położenia gminy na skraju Borów Dolnośląskich.